# پیتمن (پنسیلوانیا)
پیتمن (به انگلیسی: Pitman) یک منطقهٔ مسکونی در ایالات متحده آمریکا است که در شهرستان سچویلکیلل، پنسیلوانیا واقع شده‌است. پیتمن ۲۸۲٫۸۶ متر بالاتر از سطح دریا واقع شده‌است.